# Iosif Naniescu

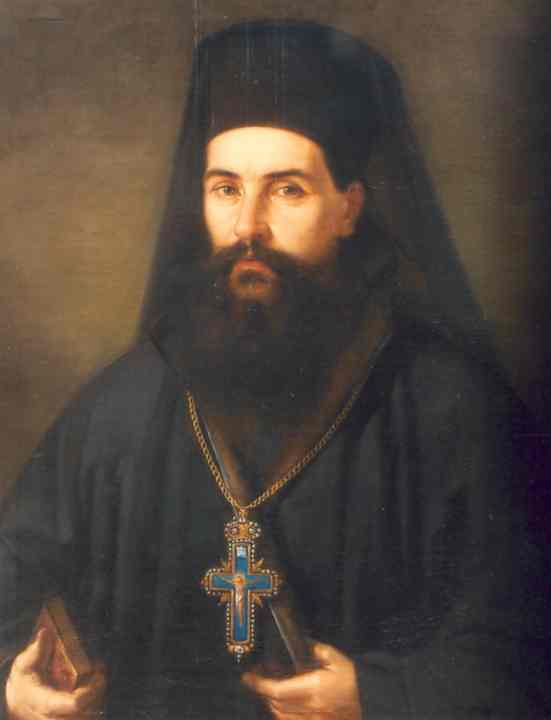
Arhimandritul Iosif Naniescu în 1865, portret pictat de Gheorghe Tattarescu și expus la Muzeul Municipiului București.

Iosif Naniescu (nume la naștere Ioan Mihalache; n. 15/27 iulie 1818, Răzălăi, Moldova, azi Republica Moldova – d. 26 ianuarie 1902, Iași, Regatul României) a fost un mitropolit și cărturar român, membru de onoare (din 1888) al Academiei Române.

## Biografie
Iosif Naniescu s-a născut la 15 iulie 1818, în satul Răzălăi din apropiere de Bălți. Părinții săi au fost Teodosia și preotul Anania (Nane) Mihalache. Iosif Naniescu a rămas orfan de tată de la vârsta de doi ani.
În 1831, unchiul său, ierodiaconul Teofilact, l-a adus la Mănăstirea Sfântul Spiridon din Iași ca să învețe carte. La 23 ianuarie 1835 a fost călugărit sub numele de Iosif. În 1863 era egumen la Mănăstirea Sărindar din București. În anii 1864-1870, arhimandritul Iosif Naniescu a fost profesor de religie la gimnaziul „Gheorghe Lazăr” și la liceul „Matei Basarab” din București. În anii 1870-1871 a fost director la Seminarul Central.
La 23 aprilie 1872 arhimandritul Iosif Naniescu a fost hirotonit arhiereu, iar în ianuarie 1873 a fost numit episcop de Argeș. La 10 iunie 1875 a fost ales mitropolit al Moldovei, iar la 6 iulie 1875 a fost instalat la Iași. Timp de 27 de ani venerabilul mitropolit Iosif Naniescu păstorește cu o rară blândețe și înțelepciune Mitropolia Moldovei. Aici a depus cea mai bogată activitate duhovnicească, teologică, pastorală și socială din toată viața sa, rămânând pentru urmași un exemplu viu și greu de imitat. La 26 ianuarie 1902 mitropolitul Iosif Naniescu "cel sfânt și milostiv" părăsește pe fiii săi duhovnicești și se strămută la cereștile lăcașuri, pentru a sta în fața marelui Arhiereu Iisus Hristos. Mormântul său se află în partea de sud a catedralei mitropolitane terminate de el.
Iosif Naniescu a fost proslăvit ca sfânt de către Sfântul Sinod al Bisericii Ortodoxe Române, în ședința din 5 octombrie 2017, cu numele Sfântul Ierarh Iosif cel Milostiv Mitropolitul Moldovei. Proclamarea canonizării lui a avut loc la 25 martie 2018, în Catedrala Mitropolitană din Iași. Prăznuirea sa anuală se face pe 26 ianuarie.